# Hub Bisschops
Hub Bisschops (Roermond, 22 januari 1934 – Simpelveld, 16 april 2024) was een Nederlands voetballer. Hij speelde voor MVV, Rapid '54, Rapid JC, Limburgia en Fortuna '54. 

## Loopbaan

### Beginjaren
Hub Bisschops werd geboren in Roermond en groeide op in het Zuid-Limburgse Gulpen. Hij begon met voetballen in de jeugd van FC Gulpen. Op zijn achttiende vertrok hij naar MVV waar hij op 12 oktober 1952 zijn debuut maakte in het eerste elftal in de met 1-6 gewonnen uitwedstrijd tegen Theole. In zijn tweede seizoen in Maastricht verwierf hij een basisplaats in de voorhoede. Hij was tweebenig en was zowel aan de rechterkant als aan de linkerflank inzetbaar.

### Profvoetbal
Bij de invoering van het profvoetbal in Nederland in 1954 kreeg Limburg met Fortuna '54 en Rapid '54 twee nieuwe clubs. Beide namen deel aan de ‘wilde’ competitie van de NBVB. MVV bleef een amateurvereniging en Bisschops besloot als enige MVV-speler in te gaan op het aanbod van Rapid '54 uit Kerkrade. Na de fusie tussen de voetbalbonden KNVB en NBVB in november 1954 ging Rapid '54 samen verder met Juliana uit Spekholzerheide onder de naam Rapid JC.

### Doorbraak
In 1956 beleefde Bisschops zijn doorbraak. Hij werd geselecteerd voor het Nederlands B-elftal en debuteerde op 21 maart in de thuiswedstrijd tegen West-Duitsland (1-0). Een jaar later, op 12 juni 1957, speelde hij met Nederland-B zijn tweede interland, uit tegen Noorwegen-B (0-4).
Met Rapid JC werd hij in 1956 landskampioen. In de kampioenscompetitie eindigde Rapid JC samen bovenaan met NAC. Daardoor was een beslissingswedstrijd nodig die op 14 juli 1956 werd gespeeld in Stadion De Vliert in 's-Hertogenbosch. Rapid JC won met 3-0. Noud van Melis opende de score en Hub Bisschops scoorde de 2-0 en 3-0 waardoor de landstitel werd binnengehaald.
Rapid JC mocht deelnemen aan de Europacup I voor landskampioenen. In de eerste ronde werd de Limburgse club uitgeschakeld door Rode Ster Belgrado. Bisschops scoorde thuis op 3 november 1956 de 2-3 in de met 3-4 verloren wedstrijd. Vijf dagen later verloor Rapid JC de uitwedstrijd met 2-0.

### Limburgia
Na zeven seizoenen kwam in 1961 een einde aan zijn periode bij Rapid JC. Bisschops vervolgde zijn carrière bij Limburgia dat uitkwam in de Eerste divisie. Na twee jaar bij de club uit Brunssum keerde hij toch weer terug op het hoogste voetbalniveau. Samen met teamgenoot Gène Gerards stapte hij over naar Fortuna '54. Door een knieblessure kwam hij in het seizoen 1963/64 niet verder dan zes duels. In zijn tweede jaar bij Fortuna '54 kwam hij helemaal niet meer in actie. Op 31-jarige leeftijd moest hij zijn profloopbaan beëindigen.

### Amateurs
Na een jaar op non-actief te hebben gestaan, ging hij na zomer van 1965 als speler-trainer aan de slag bij SV Simpelveld. In zijn eerste jaar werd de club kampioen in de vierde klasse en promoveerde. In 1969 nam hij afscheid en ging als voetballer verder bij derdeklasser FC Gulpen. Hij stopte op 39-jarige leeftijd en bleef nog een jaar aan als trainer. Hij voetbalde daarna nog vele jaren bij de veteranen in zijn woonplaats Simpelveld. Hij overleed op 90-jarige leeftijd op 16 april 2024. Hij was de laatste nog levende voetballer van het kampioenselftal uit 1956 van Rapid JC.

## Carrièrestatistieken
| Seizoen | Club        | Land      | Competitie        | Competitie | Competitie | Beker | Beker | Internationaal | Internationaal | Overig | Overig | Totaal | Totaal |
| Seizoen | Club        | Land      | Competitie        | Wed.       | Dlp.       | Wed.  | Dlp.  | Wed.           | Dlp.           | Wed.   | Dlp.   | Wed.   | Dlp.   |
| ------- | ----------- | --------- | ----------------- | ---------- | ---------- | ----- | ----- | -------------- | -------------- | ------ | ------ | ------ | ------ |
| 1952/53 | MVV         | Nederland | Eerste klasse C   | 8          | 0          | –     | 0     | 0              | 0              | 0      | 0      | 8      | 0      |
| 1953/54 | MVV         | Nederland | Eerste klasse D   | 21         | 5          | –     | 0     | 0              | 0              | 0      | 0      | 21     | 5      |
| 1954/55 | Rapid '54   | Nederland | NBVB (afgebroken) | 9          | 4          | –     | –     | 0              | 0              | 0      | 0      | 9      | 4      |
| 1954/55 | Rapid JC    | Nederland | Eerste klasse C   | 12         | 5          | –     | –     | 0              | 0              | 0      | 0      | 12     | 5      |
| 1955/56 | Rapid JC    | Nederland | Hoofdklasse B     | 31         | 12         | –     | –     | 0              | 0              | 8      | 4      | 39     | 16     |
| 1956/57 | Rapid JC    | Nederland | Eredivisie        | 34         | 12         | 2     | 1     | 2              | 1              | 0      | 0      | 38     | 14     |
| 1957/58 | Rapid JC    | Nederland | Eredivisie        | 30         | 6          | 2     | 3     | 0              | 0              | 0      | 0      | 32     | 9      |
| 1958/59 | Rapid JC    | Nederland | Eredivisie        | 24         | 7          | 2     | 1     | 0              | 0              | 0      | 0      | 26     | 8      |
| 1959/60 | Rapid JC    | Nederland | Eredivisie        | 26         | 7          | –     | –     | 0              | 0              | 0      | 0      | 26     | 7      |
| 1960/61 | Rapid JC    | Nederland | Eredivisie        | 14         | 1          | –     | 0     | 0              | 0              | 0      | 0      | 14     | 1      |
| 1961/62 | Limburgia   | Nederland | Eerste divisie B  | 31         | 9          | 1     | 0     | 0              | 0              | 0      | 0      | 32     | 9      |
| 1962/63 | Limburgia   | Nederland | Eerste divisie    | 25         | 11         | 1     | 0     | 0              | 0              | 0      | 0      | 26     | 11     |
| 1963/64 | Fortuna '54 | Nederland | Eredivisie        | 6          | 1          | –     | 0     | 0              | 0              | 0      | 0      | 6      | 1      |
| 1964/65 | Fortuna '54 | Nederland | Eredivisie        | 0          | 0          | –     | 0     | 0              | 0              | 0      | 0      | 0      | 0      |
| Totaal  | Totaal      | Totaal    | Totaal            | 271        | 80         | 8     | 5     | 2              | 1              | 8      | 4      | 289    | 90     |